# 임실 가덕리 하가구석기유적

임실 가덕리 하가 구석기 유적
전북특별자치도 임실군 신평면 가덕리 685-23번지 일원, 61필지 32,191㎡가 2023년 1월 유형유산(기념물)에 지정되었다. 하가 구석기 유적은 임실군 신평면 가덕리 일원 섬진강 가에 위치하고 있으며, 해발 300~400m대의 고원분지에 속하는 용요산의 북서쪽 지맥에서 서쪽으로 뻗어 내린 긴 능선의 완만한 끝자락에 위치하고 있다. 진안군 데미샘에서 발원한 섬진강은 임실군 관촌에 이르러 오원천이라 부르고 있으며, 신평면의 중심부를 관통하면서 신평천이라 부른다. 신평면 하가마을에 하가 구석기 유적과 북창마을을 큰 ‘S’자를 그리면서 흐르고 있다. 유적의 규모는 대략 10만㎡로 구릉지역에 넓게 분포하고 있다.
조선대학교 박물관 이기길 관장님과 연구원들이 2000년에 발견하였고, 2006년부터 2011년까지 5차례의 발굴조사가 이루어졌다. 방사성 탄소연대측정 결과 후기구석기시대에 해당하는 기원전 21,300~21,500년 전으로 추정되며, 후기 구석기를 대표하는 ‘돌날제작터’가 밀집되어 있어 구석기인들의 석기제작터였다는 점과 약 27,000여 점의 석기가 출토되었다. 하가 유적 출토유물은 한반도 후기 구석기시대의 대표적인 석기제작기술을 보여주는 좀돌날몸돌을 비롯하여 새기개, 슴베찌르개, 나뭇잎모양지르개 등이며, 슴베찌르개는 한반도에서 일본으로의 석기 기술의 이동과 관련이 매우 높다. 이외 모뿔석기(각추상석기)는 일본에서 발견 사례가 높은 석기형식으로 한일 석기문화의 교류양상을 살펴볼 수 있는 등 고고학적 가치가 매우 높다.